# Brian Hornsby
Brian Geoffrey Hornsby (Great Shelford, 10 settembre 1954) è un ex calciatore inglese, di ruolo centrocampista.

## Carriera
Hornsby arriva all'Arsenal nel 1970, all'età di 16 anni; fino al 1972 gioca esclusivamente nelle giovanili del club londinese, con cui nella stagione 1970-1971 vince una FA Youth Cup. Nel 1972 viene aggregato alla prima squadra, facendo però il suo esordio solamente nel finale della stagione 1972-1973; rimane in squadra fino al termine della stagione 1975-1976, giocando in modo abbastanza sporadico (26 presenze e 6 reti totali in campionato), per poi venire ceduto per 40000 sterline allo Shrewsbury Town, club di terza divisione. Con gli Shrews in due stagioni e mezza segna in totale 18 gol in 75 partite di campionato e nella stagione 1976-1977 vince la Coppa del Galles; nel febbraio del 1978 viene ceduto per 45000 sterline allo Sheffield Weds, con cui al termine della stagione 1979-1980 conquista una promozione in seconda divisione, categoria in cui gioca fino al 1982 (concludendo in realtà la stagione 1981-1982 con un breve periodo in prestito in quarta divisione al Chester City). Di fatto, un infortunio subito nelle prime settimane della stagione 1980-1981 ne condiziona pesantemente il resto della carriera: dall'ottobre del 1980 in poi gioca infatti una sola partita con il Wednesday (dopo 25 reti in 105 partite nei due anni e mezzo precedenti, nei quali era titolare fisso), ma in generale non riesce più a giocare con continuità ad alti livelli per il resto della carriera: si ritira infatti nel 1988, dopo sei anni trascorsi tra la quarta divisione inglese (Carlisle Utd e Chesterfield), la seconda e la terza divisione svedese ed infine alcuni club semiprofessionistici inglesi.
In carriera ha totalizzato complessivamente 222 presenze e 48 reti nei campionati della Football League.

## Palmarès

### Club

#### Competizioni nazionali
- Coppa del Galles: 1

Shrewsbury Town: 1976-1977

#### Competizioni giovanili
- FA Youth Cup: 1

Arsenal: 1970-1971